# Маркос Пирес, Эверсон Фелипе
Э́версон Фели́пе Ма́ркес Пи́рес, более известный как просто Э́версон (порт. Éverson Felipe Marques Pires; родился 22 июля 1990 года, Пиндамоньянгаба, штат Сан-Паулу) — бразильский футболист, вратарь клуба «Атлетико Минейро».

## Биография
Эверсон Пирес является воспитанником академии клуба «Сан-Паулу», однако на взрослом уровне стал выступать за «Гуаратингету». На профессиональном уровне впервые сыграл 28 марта 2010 года в матче второго дивизиона Лиги Паулисты против «Униан Барбаренсе» (1:3).
За четыре сезона в составе «Гуаратингеты» провёл всего 10 матчей в Серии B и Лиге Паулисте. В 2014 году перешёл в «Ривер» из Терезины, и сразу же помог команде стать чемпионом штата Пиауи, став при этом одним из ключевых игроков в составе команды.
В том же году перешёл в «Конфьянсу», которой помог выйти в полуфинал Серии D и завоевать путёвку в Серию C. В 2015 году Эверсон со своей командой выиграл чемпионат штата Сержипи и был признан лучшим игроком турнира. В ходе чемпионата вратарь сумел забить пенальти в матче против «Эстансиано», благодаря чему «Конфьянса» одержала гостевую победу с минимальным счётом.
С 2015 по 2018 год Эверсон был основным вратарём «Сеары». В 2017 и 2018 годах выигрывал чемпионат штата. В 2017 году помог «Сеаре» занять третье место и завоевать путёвку в элитный бразильский дивизион (провёл 37 из 38 матчей своей команды). Дебютировал в бразильской Серии A 15 апреля 2018 года в гостевом матче против «Сантоса» (поражение 0:2). В своём первом сезоне в элите пропустил только один матч. В игре 23 тура «Бразилейрана» против «Коринтианса» Эверсон сумел забить гол со штрафного удара — «Сеара» открыла счёт, и в результате выиграла 2:1.
В январе 2019 года Эверсон подписал контракт с «Сантосом». В начале года спорил за место в воротах с Вандерлеем и в итоге к середине сезона выиграл конкуренцию, став основным вратарём «рыб» в чемпионате Бразилии. В 2020 году у вратаря возник конфликт с клубом из-за задержек зарплаты, и вратарь потерял место в основе. По взаимному согласию сторон Эверсон отозвал свой иск к клубу, а «Сантос» не стал препятствовать его переходу в «Атлетико Минейро» в сентябре.
В 2021 году выиграл вместе с «галос» чемпионат штата Минас-Жерайс, чемпионат Бразилии и Кубок Бразилии. Эверсон попал в символическую сборную чемпионата, получив награду Серебряный мяч, а также был признан лучшим вратарём Кубка Бразилии (приз «Золотая перчатка»).
Эверсон входит в группу вратарей, которые с 2021 года регулярно вызываются на матчи сборной Бразилии. Впервые вратарь «Атлетико Минейро» попал в заявку на матч отборочного турнира к чемпионату мира 2022 года 3 сентября 2021 года. Однако на поле в футболке сборной он пока не появлялся.

## Достижения
Командные
- Чемпион штата Минас-Жерайс (2): 2021, 2022
- Чемпион штата Сеара (2): 2017, 2018
- Чемпион штата Пиауи (1): 2014
- Чемпион штата Сержипи (1): 2015
- Чемпион Бразилии (1): 2021
- Чемпион Кубка Бразилии (1): 2021
- Обладатель Суперкубка Бразилии (1): 2022

Личные
- Обладатель бразильского Серебряного мяча (1): 2021
- Лучший вратарь Кубка Бразилии (1): 2021
- Лучший игрок Лиги Сержипано (1): 2015